# Тръбчанища
Тръбчанища или Тропчанища (на албански: Trepçanisht) е село в Албания, в община Булкиза (Булчица), административна област Дебър.

## География
Селото е разположено в историко-географската област Голо бърдо, на самата граница със Северна Македония. На практика е южната махала на Радоеща.

## История
На картата на Дебърското благотворително братство, издадена около 1920 година, селото е отбелязано като Тръбчанища.
В 1940 година Миленко Филипович пише че Требчанище (Требчаниште) е мало „сръбско“ село, махала на Радоеща. В селето вече няма нито една християнска къща. Християните са изселени от него още в турско време.